# فابيو بينا
فابيو بينا (27 أغسطس 1990 في البرازيل – )؛ هو لاعب كرة قدم سابق كان يلعب كمهاجم.

## وصلات خارجية
- فابيو بينا على موقع رابطة كرة القدم اليابانية للمحترفين (اليابانية)
- فابيو بينا على موقع قاعدة بيانات كرة القدم.إي يو (الإنجليزية)
- فابيو بينا على موقع قاعدة بيانات كرة القدم.إي يو (الإنجليزية)
- فابيو بينا على موقع Soccerway.com (الإنجليزية)
- فابيو بينا على موقع عالم كرة القدم.نت (الإنجليزية)